# Center Sandwich
Center Sandwich – jednostka osadnicza w Stanach Zjednoczonych, w stanie New Hampshire, w hrabstwie Carroll.